# Puzur-Aššur II.
Puzur-Aššur II. (akkadsky Tajemství [boha] Aššúra) byl asyrským králem kolem roku 1818 př. n. l. Byl to syn a následník Šarru-kina I. (známého i pod jménem Sargon I.). Ten vládl po velmi dlouhé období a Puzur-Aššur se ujal vlády v již vysokém věku. To dokládá smlouva o následnictví, uzavřená 11 let před nástupem Puzur-Aššura na trůn, a v níž jako svědek figuruje jeden z jeho synů – Ili-bani. Ten musel být v okamžiku uzavření smlouvy již dospělým mužem. Po Puzur-Aššurově smrti nastoupil na trůn jeho syn Narám-Sín.